# Resilienz (Soziologie)
Der Begriff der Resilienz (von lateinisch resilire: zurückspringen, abprallen, nicht anhaften) bezeichnet in der neueren Soziologie die Fähigkeit von Gesellschaften, externe Störungen zu verkraften, ohne dass sich ihre wesentlichen Systemfunktionen ändern. Zudem wird das Konzept der Resilienz als Heuristik zur Analyse nichtlinearer sozialer und sozio-historischer Prozesse genutzt.
Im Gesellschaftsdiskurs hat sich „Resilienz“ vor allem als Gegen- bzw. Komplementärbegriff zur „Vulnerabilität“ (Verwundbarkeit) etabliert. Im Vordergrund steht dabei die Frage nach der Widerstands- und Regenerationsfähigkeit von Gesellschaften angesichts komplexer und zunehmend unvorhersehbarer, auch von Menschen verursachter Risiken und nicht funktionierender staatlicher Interventionen. Dabei wird davon ausgegangen, dass Gesellschaften solche Risiken nicht nur bewältigen, sondern auch aus ihnen lernen, sich an zukünftige Herausforderungen anpassen und sich so transformieren können. Der Resilienzbegriff wird dabei ähnlich verwendet wie in der Ökosystemforschung und zunehmend auch in den Ingenieurwissenschaften und der politischen Risikoforschung („Resilienzpolitik“). Er ist damit – wie auch sein Gegenbegriff der Vulnerabilität – ein Beispiel für die Ideenwanderung (travels of ideas) von Leitideen zum Funktionieren komplexer Systeme über disziplinäre Grenzen hinweg.

## Definition und Theorien
Der Begriff wurde zuerst 1967 von dem Anthropologen Roy A. Rappaport auf Stammesgesellschaften der Papua bezogen, die nicht zuletzt durch ihre Rituale ihr Ökosystem und damit ihre Ernährungsgrundlage erfolgreich regulieren und stabilisieren. Resilienz war für die funktionalistische Ethnologie, Anthropologie und Soziologie lange Zeit eine Kraft, die das gesellschaftliche und ökologische Gleichgewicht wahrte.
Neuere Ansätze gehen von der wiederholten Störung des Gleichgewichts als Normalfall aus. Gunderson und Holling vom Stockholm Resilience Centre definieren die Resilienz eines sozialökologischen oder sozialen Systems (bzw. einer Gesellschaft) als die größtmögliche Störung (die Magnitude der Störung), die das System verkraften kann, ohne dass sich wesentliche Strukturen und Kontrollprozesse verändern. Diese Definition ist eingebettet in ihre „Theorie adaptiver Zyklen“, die davon ausgeht, dass soziale Systeme sich typischerweise in vier Phasen entwickeln:
- Wachstumsphase („growth“ oder „exploitation“): In dieser frühen Phase fließt alle Energie in den Aufbau von Systemstrukturen und die Akkumulation von Kapital – gemeint sind damit sowohl natürliche Ressourcen als auch soziales (Netzwerke), kulturelles (Wissen) oder finanzielles Kapital. Die Vernetzung des Systems mit seiner Umwelt ist dabei intensiv.
- Konsolidierungs- und Konservierungsphase („conservation“): Diese Phase ist durch Steigerung der Effizienz des Systems charakterisiert; Redundanzen werden durch verstärkte Arbeitsteilung beseitigt, die interne Engkopplung und das Ausmaß der internen Integration steigen. Die Energien fließen in die Intensivierung der Systemprozesse. Rigide Kontroll- und Herrschaftsformen erhöhen dabei zwar die Leistungsfähigkeit des Systems und ermöglichen teils monumentale Kulturleistungen, ziehen aber Inflexibilität nach sich. Die Vernetzung mit der Umwelt lässt gleichzeitig nach.
- Störung und nachfolgender Kollaps („collapse“) bei geringer Resilienz: Zu verschiedenen Zeitpunkten der Systementwicklung kann es zu extern verursachten Störungen kommen, die das System bedrohen, das akkumulierte Kapital vernichten und zum Zusammenbruch der internen Netzwerke führen können. Dieser Desintegrationsprozess muss nicht schlagartig eintreten und auch nicht gewaltsam oder katastrophisch enden; er kann sich über längere Zeit hinziehen, wenn die Resilienz des Systems groß genug ist.
- Reorganisation („reorganisation“): Hierbei kommt es zu einer Erholung und Reorganisation des Systems, oft auf niedriger Stufenleiter der internen Integration und mit geringerer Komplexität und Leistungsfähigkeit, aber höherer Flexibilität und Kreativität. Die Außenkontakte werden wieder intensiviert, es strömen Innovationen von außen zu.

Zur Charakterisierung der dritten Phase nutzen die Autoren den von Schumpeter entlehnten Begriff der „creative destruction“, um zu verdeutlichen, dass durch den Zusammenbruch Raum für Neues geschaffen wird. Sie machen aber auch Anleihen bei der Theorie der langen Zyklen (Kondratjew), der Theorie komplexer Systeme sowie den Modellen des inkrementalen bzw. transformativen Lernens. Parallelen gibt es auch zu Charles Perrows Begriff der Entkopplung, also der Lockerung oder Auflösung eng gekoppelter Systemzusammenhänge. Auch für soziale Systeme ist „lose Kopplung“ ein Resilienzfaktor, wie Perrow ihn für technische Systeme definiert.
Insgesamt zeichnen sich diese Phasen durch ein wechselseitiges Zusammenspiel von Bewältigungs-, Anpassungs- und Transformationsprozessen aus. Eingebettet sind die „adaptive Zyklen“ in eine panarchische Perspektive, welche die Mehrebenenverknüpfungen verschiedener Systeme betont.
Das 4-R-Modell von Charlie Edwards soll beschreiben, welche Faktoren die Resilienz einer Gesellschaft gegenüber Naturkatastrophen oder terroristischen Anschlägen steigern. Kernelemente einer resilienten Gesellschaft nach Edwards sind
- Robustheit („robustness“), d. h. die Fähigkeit eines Systems, Belastungen standzuhalten;
- Redundanz („redundancy“), also die Existenz alternativer Möglichkeiten zur Erfüllung lebenswichtiger Aufgaben eines Systems;
- Einfallsreichtum („resourcefulness“) im Sinne der Fähigkeit eines Systems zur kreativen Reaktion auf ein Schadenereignis;
- Schnelligkeit („rapidity“), d. h. die rasche Reaktions- und Regenerationsfähigkeit eines Systems im Katastrophenfall.

Robustheit und Redundanz gehören zu den Faktoren der Schadensbegrenzung und Vorsorge, während Einfallsreichtum und Schnelligkeit den Phasen der Krisenreaktion und der Erholung zugeordnet werden.
Die Evolutionsökonomik sieht vor allem in der gesellschaftlichen und ökonomischen Diversität (Soziologie) einen Faktor, der Redundanz schafft und die Resilienz erhöht, da sie der Selektion unterworfen ist.
Redman und Kinzig heben hervor, dass nicht alle Resilienz begünstigenden Faktoren in allen Phasen des adaptiven Zyklus gleichmäßig wirken. Im Gegenteil können sie sich in verschiedenen Phasen teils stabilisierend, teils krisenverschärfend auswirken. So kann der Resilienzfaktor Redundanz hohe Systemressourcen verschlingen; zu große Robustheit kann zu mangelnder Flexibilität führen. Vertrauen gilt als resilienzfördernder Faktor, zu großes Vertrauen macht anfällig für das Unerwartete. Auch auf unterschiedlichen Aggregrationsniveaus des sozialen Zusammenlebens – z. B. Haushalt, Dorf, Stamm oder Gesellschaft – können Resilienzfaktoren unterschiedlich wirken. Ein Faktor, der die Resilienz von Familien stärkt, kann die eines Stammes schwächen.
So erscheint Resilienz ambivalent, nämlich sowohl als ein den Wandel beschleunigender als auch ein die systemische Trägheit begünstigender Faktor, der den gesellschaftlichen Wandel verlangsamt und die Adaption an veränderte Umwelten behindert, bis plötzliche  Kipppunkten eintreten. Darin liegt die prinzipielle Unschärfe des Konzepts begründet.

## Aktuelle Forschung zur Resilienz von Gesellschaften
Der Diskurs um die resiliente Gesellschaft knüpft an die bis in die 1970er Jahre zurückgehenden Forschungen zur Vulnerabilität und Interdependenz von Gesellschaften an, wie sie von der Ethnologie, Sozialgeographie und Humanökologie betrieben wurde.
Die Soziologie hat den Resilienzbegriff aufgenommen und auf ganze Gruppierungen (Samtschaften) und Gesellschaften ausgeweitet. Doch ist im Vergleich zur individuellen und organisationalen Resilienzforschung die Erforschung gesellschaftlicher Resilienz noch vergleichsweise wenig entwickelt, wobei diese Systemebene weitaus komplexer und vielschichtiger ist. Sie betrifft Umweltveränderungen und -katastrophen, aber auch menschenverursachte Sicherheitsrisiken wie z. B. Terrorismus. Aus politik- und sozialwissenschaftlicher Sicht rückt seit einigen Jahren die Resilienz autoritärer Regime gegenüber zivilen Revolutionen in den Mittelpunkt des Interesses, aber auch die Resilienz von Demokratien gegenüber externen Beeinflussungs- und informationellen Manipulationsversuchen wird zum Thema.
Aus politikwissenschaftlicher Sicht rückt seit 2001 die Resilienz von Gesellschaften gegenüber Terrorismus und Kriminalität oder die Resistenz autoritärer Regime gegenüber zivilen Revolutionen in den Mittelpunkt des Interesses. Auch die Resilienz des seit der Finanzkrise 2008 teilweise delegitimierten neoliberalen Wirtschaftssystems gegenüber erstarkten linken und rechten populistischen und protektionistischen Strömungen in Lateinamerika und Osteuropa (z. B. in Chile, Estland, teilweise auch in Polen), wurde zum Untersuchungsgegenstand. Aldo Madariaga fand mehrere Mechanismen, die neoliberale Wirtschaftsprinzipen vor Eingriffen schützen: gezielte Privatisierungen zugunsten von Finanzeliten und internationalen Investoren, die verfassungsmäßige Verankerung einer monetaristischen Politik, die Behinderung der gewerkschaftlichen Opposition sowie Wahlgesetze und Vetomechanismen, die die Repräsentation und Beteiligung von Gruppen einschränken, die eine alternative Politik fordern (z. B. in Estland durch Nutzung der ethnischen Spaltung).
In der Katastrophensoziologie wird Resilienz als robuste Widerstandskraft ganzer Gesellschaften gegen flächendeckende Verheerungen verstanden und vor allem im Bereich der sozialen Voraussetzungen eines wirksamen Selbstschutzes behandelt.
Insbesondere im angelsächsischen Bereich werden die Parallelen zwischen Ökosystemen und sozialen Systemen hervorgehoben, was oft zu einer biologistisch-evolutionistischen Betrachtungsweise führt. Hingegen gehen deutsche Umweltwissenschaftler und Geographen meist von einem unmittelbaren Austausch von Mensch und Natur bzw. von spontanen Anpassungsleistungen aus, der ebenfalls gesellschaftliche Aspekte ignoriert.
Die Analyse von Resilienzdimensionen konzentriert sich in der Regel auf „harte“ Faktoren. „Weiche Faktoren“ wie z. B. der Einfluss resilienzfördernder Kultur sowie die Frage nach der kollektiven Wahrnehmung von Bedrohung wurden bisher vergleichsweise wenig berücksichtigt. Wenn kulturelle Resilienzfaktoren untersucht werden, beschränkt sich das oft auf den Einfluss von Religion und Spiritualität. Religion kann jedoch auch als verunsichernder oder traumatisierender Faktor wirken. Andere Studien zu kulturellen Einflussfaktoren zeigen eine resilienzförderliche Wirkung einer kollektiven Sozialisation von Kindern und Jugendlichen, für die die ganze Dorfgemeinschaft die Verantwortung trägt wie etwa bei den Basotho. Auch zeigte sich vielfach, dass Migranten der ersten Generation, sofern sie bikulturelle Kompetenzen erwarben, erfolgreicher und resilienter waren als ihre nichtmigrantischen Mitbürger, aber auch als die nachfolgenden Generationen. Ursache dafür ist möglicherweise das Festhalten der ersten Generation an den Traditionen ihrer Herkunftskultur. Andere Autoren sehen die Ursache eher in einem Selbstselektionsprozess, der letztlich zur Migration führte.
Der thematische Fokus aktueller Forschung liegt einerseits auf der Entwicklung einer nichtlinearen Theorie sozialer Prozesse, die Bruchstellen und Kipppunkte herausarbeitet, und andererseits auf der Erarbeitung von Orientierungswissen und anwendungsbezogenen Fragestellungen für Politik und Planung im Umgang mit Umweltveränderungen (z. B. Klimawandel) und Naturkatastrophen. In dem Maße, in dem staatliche Interventionen sich als unzureichend erweisen, gänzlich fehlschlagen oder sogar Unsicherheit verschärfen, verschiebt sich der Fokus des Betrachtung weg von den Institutionen hin zu den unteren gesellschaftlichen Ebenen und deren Fähigkeit zur Selbstorganisation.

## Inter- und transdisziplinäre Ansätze
Vereinzelt finden sich auch interdisziplinäre und transdisziplinäre Beiträge in der Diskussion um resiliente Gesellschaften. Zu den transdisziplinären Ansätzen, die von der Thermodynamik bis zur Soziologie und Psychologie Erkenntnisse zahlreicher Wissenschaften kreativ verbinden, gehört die um 2010 im französischen Sprachraum entwickelte Collapsologie („Kollapswissenschaft“), welche die Resilienz gesellschaftlicher Systeme und mögliche Szenarien für gesellschaftliche Transformationen angesichts einer Vielzahl von Faktoren – etwa der Abhängigkeit von fossilen Brennstoffen, der Überbevölkerung, dem Verlust von Biodiversität und der Instabilität des Finanzsystems – diskutiert. Geschaffen wurde der umstrittene Begriff von Pablo Servigne (einem Agraringenieur), der mit Raphaël Stevens das Buch Comment tout peut s’effondrer (wörtlich übersetzt: „Wie alles zusammenbrechen kann“) verfasste. Wissenschaftlerinnen des Leibniz-Instituts für Resilienzforschung weisen auch auf individuelle und kollektive Risiken einer übertriebenen Optimierungsgesellschaft hin.

## Resilienz von Städten und Regionen
Insgesamt haben sich städtische Strukturen in den letzten Jahrhunderten als überaus resilient erwiesen, vor allem wegen ihrer dezentralen und redundanten Strukturen. Für die Bewältigung von Ernährungskrisen großer Städte hat sich z. B. das „Urban Farming“ als relevant erwiesen. So ist die bemerkenswerte Resilienz der Stadt Konstantinopel mit ihrem großen Lebensmittelbedarf und ihrem notorischen Brennstoffmangel bei Belagerungen, in Kriegen und Hungerkrisen u. a. auf die landwirtschaftliche Nutzung städtischer Flächen zurückzuführen.
Kennzeichnend für die seit den Anschlägen von 2001 verstärkt geführte Diskussion über urbane Resilienz ist, dass sie nie nur im technischen oder infrastrukturellen Kontext betrachtet wurden. Vielmehr versucht die Stadtforschung, soziale Resilienzfaktoren zu identifizieren, die die Erholungsfähigkeit von Städten im Fall von Naturkatastrophen, Kriegen oder terroristischen Angriffen verbessern oder dem Verfall von Stadtquartieren und der Verbreitung von Unsicherheit, Kriminalität und Chaos entgegenwirken. Die in diesem Zusammenhang häufig genutzten Erklärungsmodelle wie z. B. die „Broken-Windows-Theorie“, die besagt, dass Leerstände, Graffiti und zerbrochene Fensterscheiben objektive Indikatoren für Kriminalität seien und weitere Kriminalität nach sich zögen, ignorieren jedoch die notwendige Unterscheidung der Ebenen von Imagination, Zuschreibung, Identität, Statusbildung usw., da sie die subjektive Sichtweisen, Widerstandsfähigkeit und Handeln der Betroffenen nicht einbeziehen. Der Landschafts- und Sozialgeograph Gerhard Hard spricht in diesem Zusammenhang von der Konstruktion „ontologischer Slums“.
Forscher des Stockholm Resilience Centre weisen darauf hin, dass urbane Resilienz keinesfalls mit ökologischer Nachhaltigkeit verwechselt werden darf. So ist eine Stadt mit extremer Siedlungsdichte vermutlich energieeffizient, jedoch hochgradig vulnerabel. Umgekehrt ist Redundanz ein Prinzip, das die Resilienz erhöht, aber die Effizienz senkt. Der Versuch, Städte resilienter zu machen, sei sehr ressourcenintensiv.
Die evolutionäre Wirtschaftsgeographie untersucht die Resilienz von Wirtschaftsregionen, z. B. klassischer Industrieregionen, nach Krisen und Umstrukturierungen. Resilient ist eine Region, wenn sie z. B. nach einer anhaltenden Phase des Niedergangs oder nach Schockeffekten neues endogenes Wachstum generieren kann. Dafür sind komplexe Lernprozesse erforderlich, die nicht nur funktionierende Märkte und Netzwerke, sondern viel mehr noch gut funktionierende öffentliche Institutionen voraussetzen, z. B. Schulen und Hochschulen. Anhand von Beispielszenarien wird auch die wechselseitige Abhängigkeit von Elementen der Infrastruktur untersucht, deren Ausfall Kaskadenrisiken nach sich ziehen könnten.
In jüngster Zeit hat die Resilienz bei der Bewältigung der Folgen eines veränderten Klimas an Stellenwert gewonnen.
Einen methodischen Ansatz zum Test urbaner Resilienz („Stresstest“) lieferte 2018 das Bundesinstitut für Bau-, Stadt- und Raumforschung (BBSR) im Auftrag des Bundesministeriums für Umwelt, Naturschutz, Bau und Reaktorsicherheit (BMUB) am Beispiel der Stadt Köln. Auf Epidemien wurde dabei nicht näher eingegangen.

## Resilienz historischer Gesellschaften
Aus archäologischer Perspektive liegt eine zunehmende Zahl von Untersuchungen zur Resilienz vor- und frühgeschichtlicher Gesellschaften und Kulturen vor, so zur frühen Geschichte Mesopotamiens und der präkolumbischen Hohokam-Kultur im Südwesten der USA oder zur Geschichte der Siedlungen der rheinischen Bandkeramiker. Robin Peters interpretiert anhand von 25 Hausgenerationen im älteren Neolithikum des Rheinlands die an der demographischen Entwicklung ablesbaren Störungen als mögliche Folge von angesichts einer Bevölkerungsvermehrung einsetzenden Landkonflikten und zunehmenden Territorialverhaltens. Gegen Ende des adaptiven Zyklus setzten offenbar flexiblere Risikobewältigungsstrategien ein.
Mit der Resilienz verschiedener historischer Gesellschaften in existenzgefährdenden Umbruchphasen befasst sich auch eine Forschungsgruppe aus Soziologie und Mediävistik an der Universität Trier. Resilienz wird dabei als Konzept gesellschaftlicher Selbstbeobachtung verstanden, bei dessen Analyse Deutungs- und Konstruktionsprozesse im Vordergrund stehen. Besonders betont wird hierbei das Zusammenspiel von Kontinuitäten und Diskontinuitäten im Rahmen sozio-historischer Prozesse.
Eine Auswertung hunderter vormoderner Gesellschaften kommt zu dem Schluss, dass Staaten nach etwa 200 Jahren ihres Bestehens dem größten Risiko des Zusammenbruchs ausgesetzt waren. Wiederkehrende Gründe seien die gestiegene Komplexität, die Herausbildung von Ungleichheit und konfliktträchtiger Institutionen. Für länger existierende Staaten relativierte sich das Risiko dagegen und näherte sich einem konstanten Wert an.

## Resiliente Organisationen
Seit etwa Ende der 1990er Jahre wird der Resilienzbegriff auch auf Unternehmenskontexte angewandt. Seitdem wird bis heute in den USA und Europa mit wachsendem Interesse der Frage nachgegangen: Welche Kriterien muss eine Organisation erfüllen, um so robust zu sein, unvorhersagbare Krisensituationen (z. B. Technologiesprünge, Wirtschaftskrisen, Marktentwicklungen etc.) auszuhalten? Zu den bekanntesten Studien gehören die Beiträge von Karl E. Weick und Kathleen M. Sutcliffe – sie gelten als die Pioniere – und von Annette Gebauer und Ursula Kiel-Dixon – beide brachten das Resilienzkonzept in den 2000er Jahren nach Deutschland. Beide Teams erforschten die Organisationsstrukturen sogenannter High Reliability Organizations (HRO), d. h. Organisationen, die in einem unklaren und wechselnden krisenhaften Umfeld operieren wie z. B. Militär oder Feuerwehr. Eines von vielen wichtigen Kriterien von HROs ist eine Fehlerkultur, die sich nicht auf Schuldzuweisungen beschränkt, sondern aktiv nach Fehlerquellen sucht, um aus ihnen für die Zukunft zu lernen. Ein anderes Kriterium ist die Vermeidung überflüssiger Komplexität.
Nach BS Standard BS65000(2014) bezeichnet Resilienz die Fähigkeit eines Unternehmens, in einem komplexen und dynamischen Umfeld den Wandel vorauszusehen, zu überleben und sogar zu wachsen (Organisatorische Resilienz). So wurde u. a. die Sicherstellung der Kontinuität der Geschäftstätigkeit von Unternehmen im Stör- oder Katastrophenfall zum Gegenstand der Resilienzforschung. Standards für entsprechende Vorkehrungen sind in der Norm ISO 22316-2017 „2017 Security and resilience – Organizational resilience – Principles and attributes“ definiert. Allerdings verschwimmt bei einer Reihe derartiger Definitionen die Abgrenzung des Resilienz- gegenüber dem Resistenzbegriff. Bei Resilienz geht es nicht nur um die aktuelle Erhaltung der Organisation, sondern auch um die Reorganisation nach einer Krise und künftiges Wachstum durch Innovation.
Immer mehr Unternehmen interessieren sich heute auch für die Frage, welche Ressourcen Führungskräfte und Mitarbeiter in psychischer Hinsicht resilienter machen und ihre Gesundheit fördern, um dem zunehmenden Burn-out-Trend vorzubeugen.

## Diskussion und Kritik
Somit haben sich unterschiedliche Disziplinen die Begriffe „Resilienz“ und „Vulnerabilität“ angeeignet und konzentrieren sich in ihren Untersuchungen auf unterschiedliche Resilienzdimensionen. Allerdings nutze die Forschung – so Bürkner – oft nur metaphorische Redeweisen und alltagskulturelle und empiristische (Pseudo-)Typologien, die von einem Kontext in den anderen übertragen werden; vor allem die Raumplanung, Humanökologie und Stadtforschung zeichneten sich durch eine „Untertheoretisierung“ aus.
Bisher liegt die Aufmerksamkeit sozialwissenschaftlicher Resilienzforschung in der Regel auf „harten“ Einflussfaktoren; „weiche Faktoren“ wurden vergleichsweise wenig berücksichtigt. Diese weichen Faktoren wie z. B. Einflüsse von Religion oder Sozialisation waren bisher eine Domäne der psychologischen Vulnerabilitäts- und Resilienzforschung. In deren Fokus stehen das Individuum und seine Widerstandskraft bzw. Verwundbarkeit angesichts von Risikofaktoren und drohender Traumatisierung (siehe Resilienz (Psychologie)).
Kritiker werfen dem Resilienzdiskurs in der Umwelt- und Entwicklungspolitik vor, dass er von der Notwendigkeit einer konsequenten Verfolgung von Nachhaltigkeitszielen ablenke. Viele Analysen griffen zu kurz, da sie sich nur auf die Stärkung personaler Schutzfaktoren gegenüber gesellschaftlichen Risiken beschränken. Umgekehrt könne die von vielen Staaten betriebene gezielte Steigerung der Resilienz gegenüber Katastrophen und terroristischen Anschlägen im Rahmen der Sicherheitspolitik („Resilienzpolitik“) zu dauerndem Alarmismus, zur Militarisierung des Alltags und permanenten Notfallübungen wie zur Zeit des Kalten Krieges führen, was den Resilienzfaktor „Vertrauen“ nicht notwendig erhöhen muss, sondern ihn auch untergraben kann. Umgekehrt kann eine nur symbolische Resilienzpolitik ungerechtfertigtes Vertrauen in Systemleistungen erzeugen.
Wenn das Konzept nicht überdehnt wird und nicht zur vollständigen Verschiebung der Verantwortung für die Bewältigung von Krisen verschiedener Art auf die Individuen führt („Resilienz als Allheilmittel“), erscheint es jedoch als ein fruchtbares theoretisches Paradigma, die die interdisziplinäre Verknüpfung von soziologischen, kulturhistorischen und ökologischen Forschungen ermöglicht.